# جيمس لامبرت
جيمس لامبرت (بالإنجليزية: James Lambert)‏ هو متزلج قفز بريطاني، ولد في 21 يوليو 1965.

## وصلات خارجية
- جيمس لامبرت على موقع الاتحاد الدولي للتزلج (القفز التزلجي) (الإنجليزية)
- جيمس لامبرت على موقع الاتحاد الدولي للتزلج (التزلج النوردي المزدوج) (الإنجليزية)